# Earophila pallida
Earophila pallida là một loài bướm đêm trong họ Geometridae.